# Reinhard Cloet
Reinhard  Cloet (* 1580 in Sittard; † 1651) war ein deutscher Jurist und Gesandter des Herzogtums Jülich-Berg bei den Verhandlungen, die 1648 zum Westfälischen Frieden führten.

## Leben
Reinhard Cloet war ein Sohn des Ratsherrn und Kaufmann Godefridus Cloet und dessen Ehefrau Johanna Schuttgens.
1620 immatrikulierte er sich an der Universität zu Köln und promovierte zum Doktor beider Rechte.
1629 trat er in die Dienste von Pfalz-Neuburg und war dort von 1632 bis 1634 Landschaftsadvokat und Kanzler.
1638 wurde er Jülicher Hofrat und bezog ein Gehalt von 350 Reichstalern. Von 1644 bis 1648 nahm er zusammen mit Dietrich Althoven und Johann Theodor Caspars im Auftrag des Fürsten Wolfgang Wilhelm von Pfalz-Neuburg, zugleich Herzog von Jülich-Berg, in Münster an den Verhandlungen teil, die zum Westfälischen Frieden führten.
1651 wurde er pfälzisch-neuburgischer Geheimer Rat und Vizekanzler für Jülich-Berg.
Cloet war in erster Ehe mit Gundula Ross, Tochter des Kölner Generalkommandanten Wilhelm Ross verheiratet. Aus der Ehe mit Margarethe Rhan stammten die Kinder Ignatz (Doktor beider Rechte) und Catharina.